# Deutsche Fechtmeisterschaften 1943
Die Deutschen Fechtmeisterschaften 1943 fanden in Luxemburg statt. Bei den Einzelmeisterschaften der Herren gewannen Josef Losert (Florett), Erwin Kroggel (Degen) und Richard Liebscher (Säbel). Im Damenflorett setzte sich Lilo Allgayer durch. Mannschaftswettbewerbe gab es in diesem Jahr keine. Die Meisterschaften wurden vom Deutschen Fechter-Bund organisiert. Es sollten die letzten Deutschen Fechtmeisterschaften vor dem Ende des Zweiten Weltkriegs und dem anschließenden Verbot des Sportfechtens durch den Alliierten Kontrollrat sein. Erst ab 1951 wurden wieder nationale Titelkämpfe ausgetragen.

## Herren

### Florett (Einzel)
| Platz | Sportler     | Verein          |
| ----- | ------------ | --------------- |
| 1     | Josef Losert | SG Bad Tölz     |
| 2     | Kurt Wahl    | TV Zella-Mehlis |
| 3     | Otto Adam    | Wiesbadener FC  |

### Degen (Einzel)
| Platz | Sportler      | Verein      |
| ----- | ------------- | ----------- |
| 1     | Erwin Kroggel | SG Berlin   |
| 2     | Alfred Rhinow | SG Bad Tölz |
| 3     | Eugen Mathies | FC Kolmar   |

### Säbel (Einzel)
| Platz | Sportler          | Verein            |
| ----- | ----------------- | ----------------- |
| 1     | Richard Liebscher | SG Berlin         |
| 2     | Kurt Knöbel       | SG Dresden        |
| 3     | Ewald Kamalla     | SG Polizei Berlin |

## Damen

### Florett (Einzel)
| Platz | Sportler         | Verein              |
| ----- | ---------------- | ------------------- |
| 1     | Lilo Allgayer    | Fechtclub Offenbach |
| 2     | Leni Höfer-Oslob | TSV 1867 Leipzig    |
| 3     | Hedwig Haß       | Fechtclub Offenbach |